# Pan Mercedes (román)
Pan Mercedes (v originále Mr Mercedes) je detektivní román amerického spisovatele Stephena Kinga. Je prvním dílem trilogie s postavou Billa Hodgese, detektiva ve výslužbě. Poprvé kniha vyšla v roce 2014. Další díl, Právo nálezce, následoval v roce 2015 a poslední část s názvem Konec hlídky vyšla v roce 2016. Pro Kingovu tvorbu je dílo specifické, protože se jedná o čistě detektivní žánr bez přidaného nadpřirozena. I tak ale zachycuje děsivé, realistické postavy, které se čtenáři dostanou pod kůži. Důležitou součástí knihy je střídání pohledu detektiva s pohledem samotného vraha, Bradyho Hartsfielda, které pomáhá lépe se vžít do postav a pochopit celou dynamiku vztahu mezi Hodgesem a Mercedesovým vrahem. Pan Mercedes je Kingův šedesátý druhý román.

## Děj
Je rok 2009 a řada nezaměstnaných lidí čeká brzy ráno ve frontě před městským centrem, kde se bude konat burza práce slibující 1000 pracovních míst. V tom se však objeví šedý mercedes, který nemilosrdně najede do davu. Zraní při tom desítky lidí a osm zabije. Z místa se mu podaří zase odjet. O rok později dostane osamělý detektiv v důchodu Bill Hodges od Mercedesového vraha (titul udělený médii) dopis, ve kterém popisuje události svého zločinu a hlavně to, jak skvělý pocit při jeho konání měl. Součástí textu je i popichování bývalého detektiva a výsměch směřující k jeho osobě za účelem snížení jeho morálky. Hodges chce důkaz nejdříve předat bývalému kolegovi Peteovi Huntleyovi, ale nakonec to neudělá a začne případ řešit sám. Jednalo se o jeden z posledních nevyřešených případů před detektivovým odchodem do penze, a oproti pravému záměru vraha ho to nabije novou energií k životu. Brady Harsfield, neboli Mercedesový vrah, se zdá být jako obyčejný mladík, který dobře rozumí počítačům a technice. Uvnitř je ale narušený psychopat těšící se z lidského utrpení. Nejenže najel do lidí ukradeným autem, ale po činu dohnal Olivii Trelawneyovou, majitelku mercedesu, k sebevraždě. Detektiv Hodges má být jeho další obětí. Ten se skrz své pátrání seznámí s Janelle Pattersonovou, sestrou zesnulé Olivie, která ho najme, aby prošetřil sestřinu smrt. Během toho se začnou sbližovat a jejich románek nabývá vážnosti, nežli se znovu objeví Brady a odpálí detektivovo auto společně s Janelle. Hodges má tak ještě větší odhodlání vraha dopadnout. Při tom mu pomáhá mladý kluk ze sousedství, Jerome Robinson, často zastávající drobné práce kolem detektivova domu, a Holly Gibneyová, sestřenice Janelle, se kterou se setkává na pohřbu Janelle. Nastává napínavý hon na vraha, kdy jde o každé minuty. Brady se totiž chystá odpálit výbušninu na popovém koncertu pro malé holčičky, jehož se účastní i Jeromova sestra. Poslední část je velice vyhrocená a Hodgese dokonce postihne infarkt. Mercedesový vrah je ale nakonec dopaden odvážnou Holly a detektivovým „veselým pleskačem“ (ručně vyrobený obušek skládající se z podkolenky naplněné ložiskovými kuličkami).

## Přijetí díla a interpretace
V roce 2015 dílo získalo ocenění Edgara Allana Poea (zkráceně Edgar Awards) pro americké spisovatele mysteriózních románů. Soutěž pořádaná organizací Mystery Writers of America se zaměřuje na přínos do literatury v oblasti detektivek. Stephen King porazil řadu klasických spisovatelů detektivního žánru svým románem, kde vystupuje reálné zlo, které se může jednoduše stát komukoli z nás.
Stephen King při tvorbě odstoupil od svého klasického hororu a nadpřirozena k něčemu více lidskému. Se svou zkušeností v zobrazování monster přichází s daleko děsivější hrozbou, a to je život – závislosti, dětské trauma, chudoba, hlad, mentální nemoci. Samotný hrdina zde po odchodu do penze trpí osamělostí a méněcenností, která ho svádí pohrávat si s pistolí. Mercedesový vrah pak bez povšimnutí objíždí kolem detektivova domu ve zmrzlinářském voze. Kingovo dílo často odkazuje na detektivní žánr. V jedné části dostane Hodges od Janelle plstěný klobouk, který je symbolem tradičních detektivů. Klobouk se ale v příběhu ztrácí a v ten moment i román odstupuje od klasického pojetí detektivky. Máme tu bývalého detektiva, který přestal mít zájem o pití, vydávajícího se vyřešit svůj poslední nedokončený zločin. Během toho se však do popředí dostávají vlastně víc pomocníci než samotný detektiv.
Román je oceňován také díky Kingově mistrné práci při budování charakterů. Každá postava má velice osobitý ráz a působí velice živě a jedinečně. Hodges, ačkoli zprvu trpí depresí, vcelku rychle oprašuje svou policejní bystrost, a ukazuje se, že má opravdu dobrou intuici. Brady měl těžké dospívání se závislou matkou a stal se z něj narušený zločinec, přestože je velice chytrý. Ani detektivovi pomocníci nejsou ochuzeni o zajímavý charakter. Mladý kluk ze sousedství Jerome, který obvykle pomáhá se sekáním trávníku před detektivovým domem, je důležitým prvkem, když je potřeba řešit technologické stopy v případu. V neposlední řadě se objevuje Holly. Ze začátku velice narušená postava s psychickými obtížemi, jež postupně překonává, a dává tak znát svou pravou inteligenci.
Jedním z Kingových záměrů bylo demytizovat sériové vrahy, kteří po úspěchu Harrisových knih o Hannibalu Lecterovi a Lindsayově příbězích Dextera Morgana začali být vnímání spíše jako antihrdinové se svébytnou morálkou, se kterými se čtenáři a diváci mohli ztotožnit. Kingovo pojetí vraha navrací fascinující „monstrum“ zpátky do říše lidí – Hartsfield je obyčejný, poměrně pohledný, ale sexuálně neuspokojený a nezaměstnaný mladík, zákeřný a nebezpečný hlavně v okamžiku, kdy má na své straně překvapení. Odhalení Bradyho Hartsfielda působí jako antiklimax a jeho osobnost lze v typologii fiktivních vrahů označit jako modernizaci postavy Normana Batese z thrilleru Psycho – a to i ve vztahu k despotické matce.

## Adaptace
Pan Mercedes se roku 2017 dočkal seriálového zpracování. Produkován společností Sonar Entertainment (dnes známá pod názvem Halcyon Studios) a vysílán na stanici Audience Network. Seriál byl režírován Jackem Benderem a scénář vytvořil David E. Kelley. Na díle se podílel i Stephen King v roli vedoucího producenta. Roli hlavního protagonisty Hodgese ztvárnil Brendan Gleeson proti němuž stál Harry Treadway jako mladý vrah. Pořad měl celkově tři série. Zajímavé je, že druhá série přechází rovnou ke třetí části knižní trilogie (Konec hlídky), protože se v ní znovu objevuje známý antagonista Brady, který v druhé části (Právo nálezce) chybí. Třetí sezóna už pokračuje bez Bradyho a vrací se k událostem druhé knihy.